# Pyramidenkogeli kilátótorony
A Pyramidenkogeli kilátó a hasonló nevű hegyen, Ausztria egyik legszebb pontján, a Wörthi-tó déli partján fekszik. A hegytetőn álló építmény már messziről észrevehető. Autóval, illetve busszal Keutschach am See felől közelíthető meg. A meredek szerpentineket leküzdve érkezünk a 851 méter tengerszint feletti magasságban álló kilátóhoz, amelynek lábánál a gyermekeket játszótér és állatsimogató várja. A régi vasbeton kilátó 54 méter magas volt, az utasokat lifttel szállították fel a kilátó tetejére, amely 3 darab, egymás feletti teraszból állt. A látvány önmagáért beszél, a tó partján fekvő Maria Wörth falucska szinte az ember lába alatt hever, ahogy maga a Wörthi-tó is.  Egy kis szerencsével tiszta, száraz időben egész Karintiát megcsodálhatjuk.

## A régi kilátó műszaki adatai
- 1966-1968 között épült
- A három terasz területe kb. 250 m²
- Liftkapacitás: 16 személy
- Utazási idő: 24 másodperc

## Az új kilátó műszaki adatai
- Az átadás éve: 2013
- Anyaga: fa és acél
- Magassága: 100m, a kilátó rész 83 méteren, a csúszda 66 métertől lefelé
- Tervező: Markus Klaura and Dietmar Kaden (Klagenfurt)

## Galéria
- A régi Pyramidenkogel kilátó
- Az új kilátóból lefelé lifttel, lépcsőkön vagy csúszdán is jöhetünk
- Maria Wörth a Pyramidenkogeltől nézve
- Kilátás a Pyramidenkogel kilátóból